# الجدعا (المفرق)
الجدعا منطقة سكنية تقع في لواء البادية الشمالية، محافظة المفرق في الأردن. تنتمي المنطقة لقضاء دير الكهف الذي يضم 17 منطقة. يقدر عدد سكانها بـ 54 نسمة حسب إحصاء 2015.

## الوصلات الخارجية
- دائرة الاحصاءات العامة